# Farul nou de la Sulina
Farul nou de la Sulina (deutsch Neuer Leuchtturm von Sulina) ist ein Leuchtturm (rumänisch Farul) in Rumänien. Er steht auf einer künstlichen Insel und bezeichnet die Ansteuerung des Sulinaarms, den mittleren Mündungsarm der Donau in das Schwarze Meer.

## Beschreibung
Der 47,2 m hohe Stahlbetonturm steht auf einem zweistöckigen Sockelgeschoss, in dem auch die Verkehrssicherung untergebracht ist. Das Leuchtfeuer hat eine Feuerhöhe von 49 m und als Kennung werden drei weiße Blitze mit einer Wiederkehr von 16,2 Sekunden (Fl(3)W.16.2s) gezeigt. Die Tragweite beträgt 19 Seemeilen. 
Die Station, die 1983 den Farul Comisiei Europene a Dunării de la Sulina ersetzt hat, kann nur per Boot erreicht werden. Sie ist zusätzlich mit einem Überwachungsradar, einer Radarantwortbake (Racon) und dem Automatic Identification System (AIS) ausgerüstet.